# タイ王国海兵隊
タイ王国海兵隊（タイおうこくかいへいたい、タイ語: นาวิกโยธินแห่งราชอาณาจักรไทย）は、タイ王国の海兵隊。19世紀に海賊対策部隊が独立したもので、幾度かの改編を経て、現在は水陸両用戦と沿岸警備を主な任務としている。

## 概要

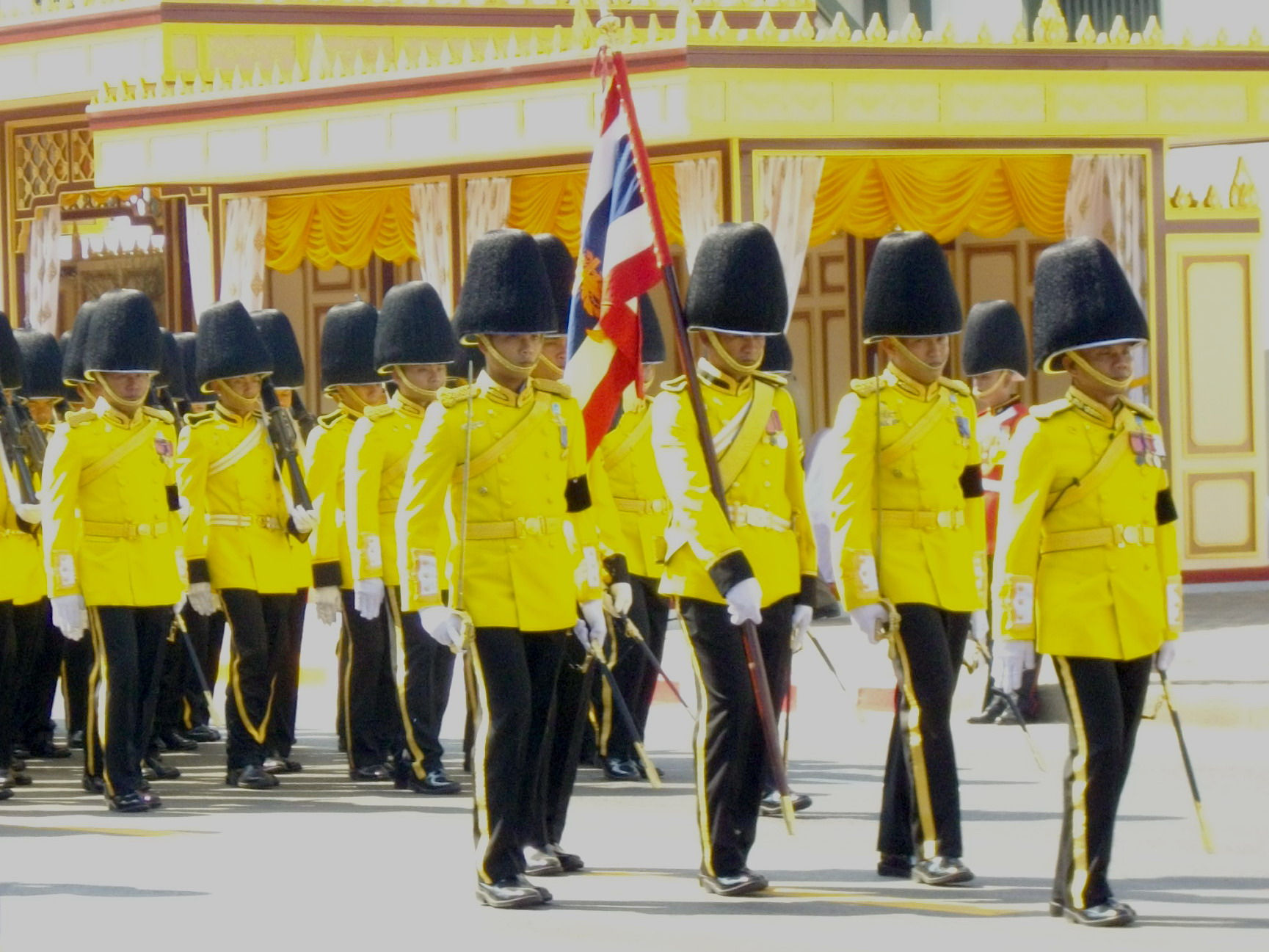
ナラーティワートラーチャナカリン王女の葬儀式典において、行進を行う隊員

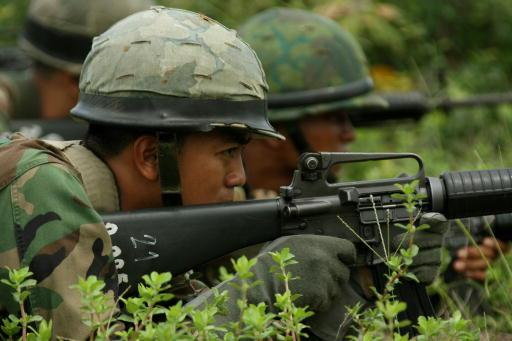
銃を構える隊員

古くから海上交易が盛んであったタイ王国では、海上交通の安全確保が重要であった。当初は陸軍の歩兵が海賊対策などのために船舶歩兵として艦船へ配属されていた。1833年、船舶歩兵がラーマ3世の勅令により、イギリス海兵隊に倣った海兵隊として独立した。
1932年の改革により第1海兵大隊が編成され、1937年には第2海兵大隊が編成された。そして、第二次世界大戦の終戦時には7個大隊となっていた。
1951年、アメリカの海兵隊および海軍の支援により、水陸両用戦能力を持つ部隊へと改編された。同時に、タイ王国海軍へ編入された。当時は、共産主義勢力がインドシナの独立紛争などを支援しており、勢力拡大のためにタイへも侵攻してきていた。そのため、海兵隊も1950年代-1960年代にかけて対ゲリラ活動を展開した。1970年代にはマレーシア国境付近で2個旅団を展開した。

## 編成
現在のタイ王国海兵隊は、1個師団編成の両用戦部隊と地域配備部隊を有している。9個の海兵ライフル大隊は、ローテーションで王宮の警備も行っている。地域配備部隊は3個の作戦管区に分かれ、沿岸警備を任務としている。
- 王立海兵隊司令部
  - 海兵師団
    - 師団司令部（戦車を装備）
    - 3個歩兵連隊
      - 各3個ライフル大隊

    - 1個砲兵連隊
      - 3個砲兵大隊

    - 1個水陸両用強襲大隊（AAV-7A1装備）
    - 1個偵察大隊

  - 地域配備部隊（哨戒艇および警備艇を装備）
    - 3個作戦管区

## 装備

### 小火器
- M16自動小銃
- M4カービン
- IMI X95
- CQ 311
- H&K G36
- M249軽機関銃
- M60機関銃
- M2重機関銃

### 主力戦車
- 69/79式戦車

### 水陸両用車両
- AAV-7A1
- ZTD-05（VN-16）[2]
- シータイガー 装甲兵員輸送車 数量不明（調達予定数5両以上）[3]
- チャイセリ 8×8 装甲兵員輸送車 ×7両[4]

### 装甲兵員輸送車
- コマンドウ
- BTR-3

### 対戦車ミサイル
- BGM-71 TOW
- M47 ドラゴン

### 対空ミサイル
- QW-1

### 艦艇
- 哨戒艇
- 警備艇

## 参考資料
- 荒木雅也「各国の海兵隊〈6〉」『PANZER』第552号、アルゴノート社、2014年3月、52-57頁。